# Ross (Dakota Północna)
Ross – miasto w Stanach Zjednoczonych, w stanie Dakota Północna, w hrabstwie Mountrail.